# Nurzec-Stacja (gmina)
Nurzec-Stacja (1952-54 gmina Nurzec) – gmina wiejska w Polsce położona w województwie podlaskim, w powiecie siemiatyckim. W latach 1975–1998 gmina administracyjnie należała do województwa białostockiego.
Siedziba gminy to Nurzec-Stacja.
Według danych z 30 czerwca 2004 gminę zamieszkiwało 4571 osób. 16,36% stanowią Białorusini. Natomiast według danych z 31 grudnia 2019 roku gminę zamieszkiwały 3793 osoby.

## Struktura powierzchni
Według danych z roku 2002 gmina Nurzec-Stacja ma obszar 214,96 km², w tym:
- użytki rolne: 50%
- użytki leśne: 43%

Gmina stanowi 14,73% powierzchni powiatu.

## Przyroda
Na terenie gminy znajdują się liczne pomniki przyrody m.in. dąb szypułkowy, jesion wyniosły, klon zwyczajny a także dwa rezerwaty przyrody:
- Sokóle[10]
- Witanowszczyzna[11]

Na terenie gminy znajduje się również część Obszaru Chronionego Krajobrazu Dolina Bugu. Tereny przyległe do rzeki Bug charakteryzują się stosunkowo dużą powierzchnią zajętą przez naturalne zbiorowiska leśne, łąkowe i wodne. Fauna jest bogata i interesująca z wieloma gatunkami chronionymi i rzadkimi w skali kraju.   

## Demografia

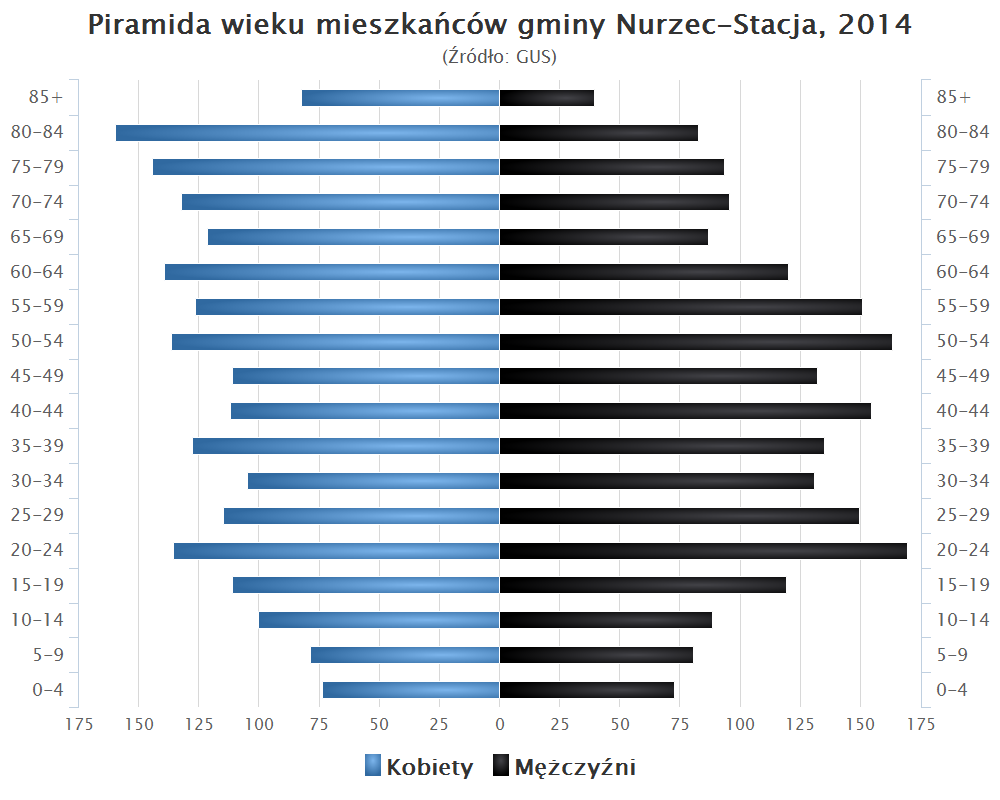
Piramida wieku mieszkańców gminy Nurzec-Stacja w 2014 roku

Dane z 30 czerwca 2004:
| Opis                              | Ogółem | Ogółem | Kobiety | Kobiety | Mężczyźni | Mężczyźni |
| --------------------------------- | ------ | ------ | ------- | ------- | --------- | --------- |
| jednostka                         | osób   | %      | osób    | %       | osób      | %         |
| populacja                         | 4571   | 100    | 2278    | 49,8    | 2293      | 50,2      |
| gęstość zaludnienia (mieszk./km²) | 21,3   | 21,3   | 10,6    | 10,6    | 10,7      | 10,7      |

## Sołectwa
Augustynka, Borysowszczyzna, Chanie-Chursy, Grabarka, Klukowicze, Klukowicze-Kolonia, Litwinowicze, Moszczona Pańska, Nurczyk, Nurzec, Nurzec-Kolonia, Nurzec-Stacja, Siemichocze, Sokóle, Stołbce, Szumiłówka, Sycze, Tymianka, Werpol, Wólka Nurzecka, Wyczółki, Zabłocie, Zalesie, Żerczyce.

## Pozostałe miejscowości podstawowe
Anusin, Dąbrowa Leśna, Dwór, Gajówka, Grabarka-Klasztor, Piszczatka, Tartak, Wakułowicze.

## Sąsiednie gminy
Czeremcha, Mielnik, Milejczyce, Siemiatycze. Gmina sąsiaduje z Białorusią (sielsowiet Raśna rejonu kamienieckiego).